# Aldeia (Barueri)
Aldeia é um distrito do município brasileiro de Barueri, que integra a Região Metropolitana de São Paulo.

## História

### Origem
Segundo os historiadores a origem da cidade de Barueri foi o aldeamento de Barueri, fundado em 11 de novembro de 1560 pelo padre José de Anchieta, que ergueu na margem direita do Rio Tietê, pouco acima da confluência com o Rio Barueri Mirim, a Capela de Nossa Senhora da Escada.
O nome Barueri deriva da mistura da palavra francesa barriére (barreira, queda, obstáculo) com o vocábulo indígena mbaruery (rio encachoeirado), significando, portanto, barreira que encachoeira o rio, visto que a área ficava na bifurcação do Anhembi, como era chamado o Tietê.
A aldeia de Barueri cresceu rapidamente, tornando-se um dos mais importantes aldeamentos de índios do Brasil colônia. Com a ajuda dos padres jesuítas, resistiu aos freqüentes ataques de bandeirantes que desciam o rio Tietê em direção ao interior, aprisionando índios para mão-de-obra escrava, e desta forma a aldeia conseguiu sobreviver.

### Formação administrativa
- Distrito criado pela Lei n° 233 de 24/12/1948, com sede no povoado de mesmo nome e com terras desmembradas de Barueri[4][5].

## Geografia

### Demografia

#### População urbana
| Crescimento população urbana | Crescimento população urbana | Crescimento população urbana | Crescimento população urbana |
| Censo                        | Pop.                         |                              | %±                           |
| ---------------------------- | ---------------------------- | ---------------------------- | ---------------------------- |
| 1950                         | 193                          |                              | —                            |
| 1960                         | 449                          |                              | 132,6%                       |
| 1970                         | 5 183                        |                              | 1 054,3%                     |
| 1980                         | 12 056                       |                              | 132,6%                       |
| 1991                         | 16 850                       |                              | 39,8%                        |
| 2000                         | 33 509                       |                              | 98,9%                        |
| 2010                         | 44 843                       |                              | 33,8%                        |
| Fonte: IBGE e Fundação SEADE |                              |                              |                              |

#### População total
Pelo Censo 2010 (IBGE) a população total e urbana do distrito era de 44 843 habitantes.

### Área territorial
A área territorial do distrito é de 10,293 km².

### Rodovias

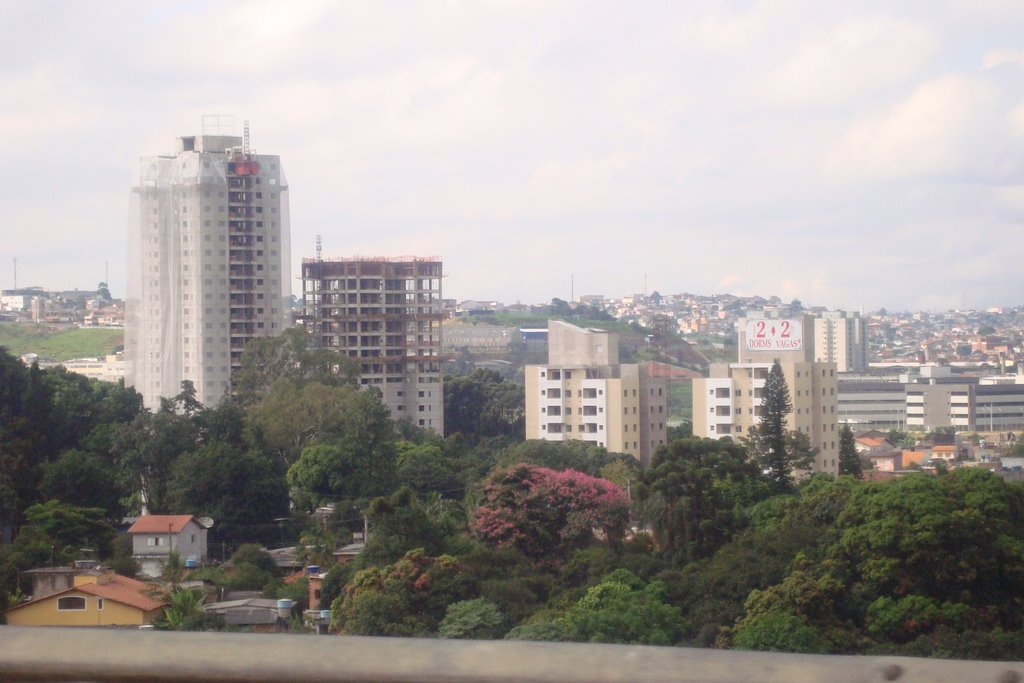
Aldeia vista da Castelo Branco.

O principal acesso ao distrito é a Rodovia Castelo Branco (SP-280).

## Serviços públicos

### Registro civil
Atualmente é feito no próprio distrito, pois o Cartório de Registro Civil das Pessoas Naturais ainda continua ativo.

### Transportes

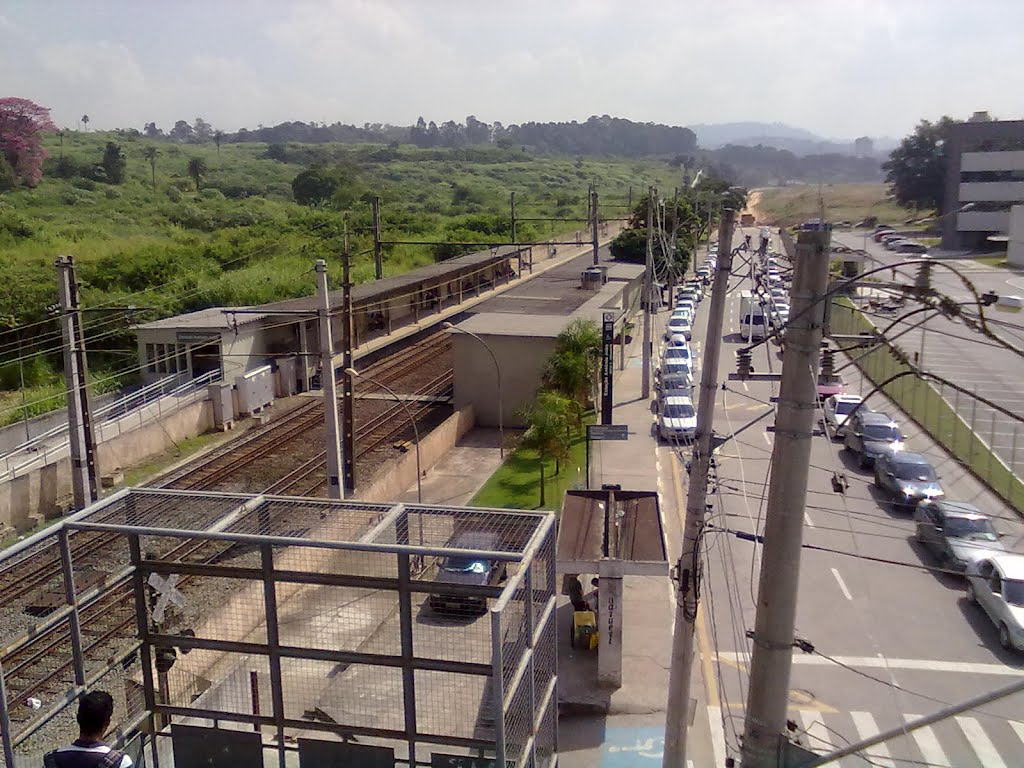
Estação Antônio João.

#### Trem metropolitano
O distrito é atendido pela Estação Antônio João da Linha 8 do Trem Metropolitano de São Paulo.

### Saneamento
O serviço de abastecimento de água é feito pela Companhia de Saneamento Básico do Estado de São Paulo (SABESP).

### Energia
A responsável pelo abastecimento de energia elétrica é a Enel Distribuição São Paulo, antiga Eletropaulo.

## Lazer

### Parque Shopping Barueri

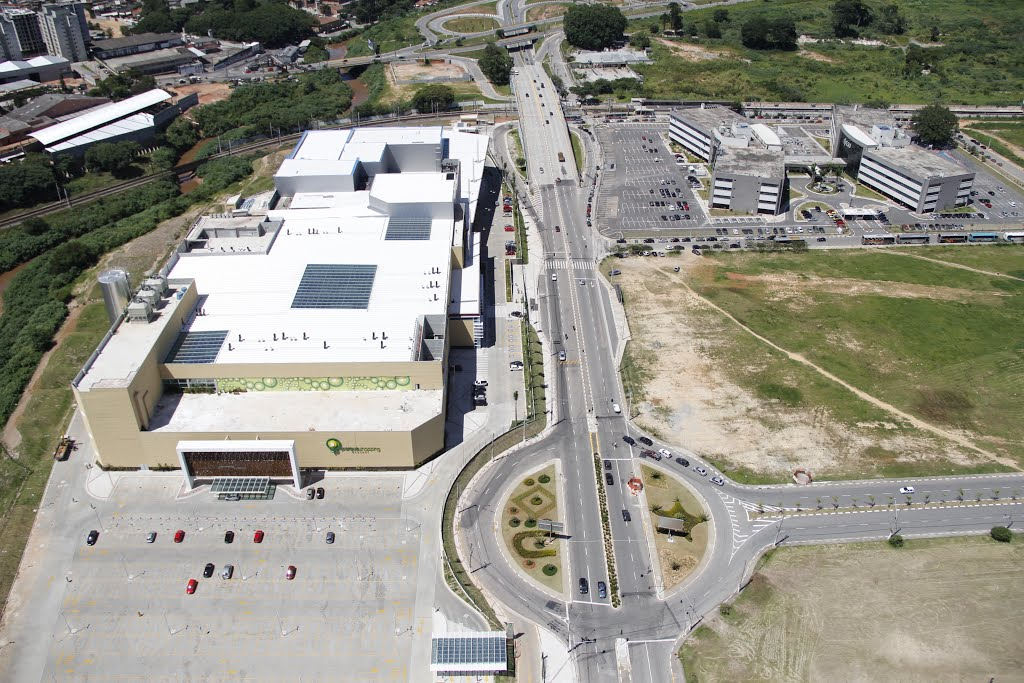
Parque Shopping Barueri.

Localizado no distrito de Aldeia, o Parque Shopping Barueri foi inaugurado em novembro de 2011. Possui 156 lojas, praça de alimentação, área de lazer e 1.100 vagas de estacionamento, instalados numa área de 36.300 m².
Desde sua inauguração o Parque Shopping Barueri transformou positivamente seu entorno, contribuindo para o desenvolvimento da região.
Com uma boa localização e de fácil acesso, estando ao lado da Estação Antônio João pertencente à Linha 8–Diamante operada pela ViaMobilidade, atraiu investimentos do setor imobiliário e melhorias de infraestrutura urbana e viária. 

## Religião
O Cristianismo se faz presente no distrito da seguinte forma:

### Igreja Católica
- Capela de Nossa Senhora da Escada - faz parte da Diocese de Osasco[19].

### Igrejas Evangélicas
- Assembleia de Deus - O distrito possui congregação da Assembleia de Deus Ministério do Belém, Setor 10 - Barueri[20][21].
- Congregação Cristã no Brasil[22].